# ورة زردكول تشنغر (ماهرو)
ورة زردکول تشنغر (بالفارسية: وره زردکول چنگر) هي قرية تقع في إيران في قسم ماهرو الریفي.